# La Danse rouge
Pour plus de détails, voir Fiche technique et Distribution.
La Danse rouge (The Red Dance) est un film américain muet mais musical réalisé par Raoul Walsh, sorti en 1928.

## Synopsis
Peu avant la Révolution, Tasia, une jeune paysanne, est chargée de tuer le Grand Duc Eugen à la veille de son mariage avec la Princesse Varvara. Mais Tasia tombe amoureuse d'Eugen et le manque délibérément lorsqu'elle tire sur lui. Lorsque la révolution éclate, Ivan Petroff, un paysan amoureux de Tasia, la prend sous son aile. Il devient général et Tasia devient la célèbre « danseuse rouge de Moscou », une héroïne de la révolution. Tasia rencontre de nouveau Eugen après que le Général Tanaroff l'a fait arrêter. Tasia demande alors l'aide d'Ivan. Ce dernier, par amour pour elle, sauve Eugen du peloton d'exécution.

## Fiche technique
- Titre original : The Red Dance
- Titre français : La Danse rouge
- Réalisation : Raoul Walsh
- Scénario : James Ashmore Creelman, d'après le roman The Red Dancer of Moscow de Henry Leyford Gates
- Intertitres : Malcolm Stuart Boylan
- Décors : Ben Carré, David S. Hall
- Photographie : Charles Clarke et John Marta
- Montage : Louis R. Loeffler
- Production : William Fox
- Société de production : Fox Film Corporation
- Société de distribution : Fox Film Corporation
- Pays de production :  États-Unis
- Langue originale : anglais
- Format : noir et blanc — 35 mm — 1,37:1 — Film muet avec des scènes sonorisées
- Durée : 90 minutes
- Dates de sortie : 
  - États-Unis : 25 juin 1928 (première à New York)
  - France : 15 mars 1929

## Distribution

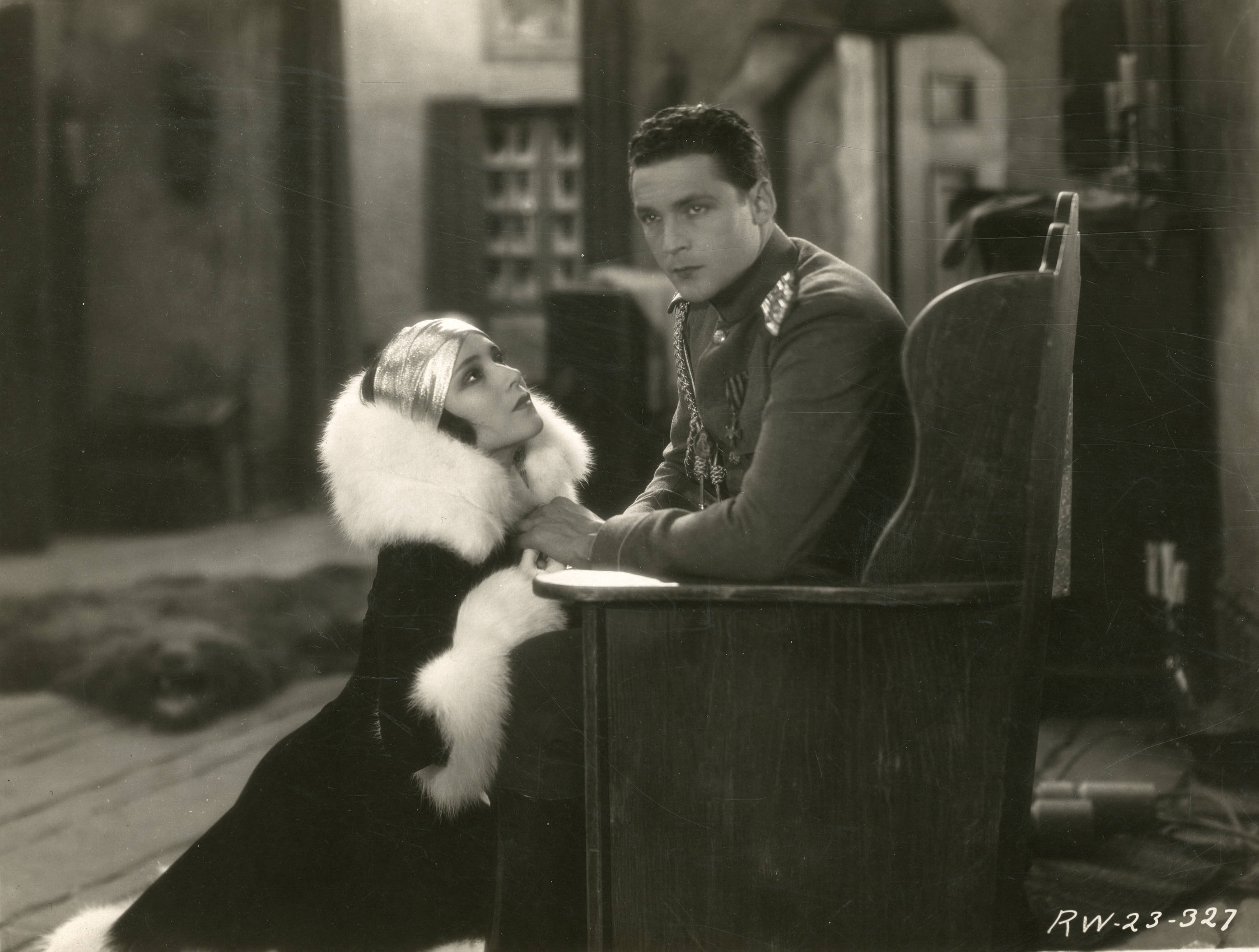
Dolores del Río et Charles Farrell, photo promotionnelle pour le film.

- Charles Farrell : le Grand Duc Eugen
- Dolores del Río : Tasia
- Ivan Linow : Ivan Petroff
- Boris Charsky : un agitateur
- Dorothy Revier : Princesse Varvara
- Andrés de Segurola : Général Tanaroff
- Dmitri Alexius : Raspoutine

Acteurs non crédités :
- Soledad Jiménez : la mère de Tasia
- Barry Norton : l'assassin de Raspoutine

## Chanson du film
- "Someday, Somewhere (We'll Meet Again)" : paroles de Lew Pollack, musique d'Erno Rapee